# Kucbork
Kucbork (deutsch Kutzburg) ist ein Dorf in der polnischen Woiwodschaft Ermland-Masuren. Es gehört zur Gmina Wielbark (Stadt- und Landgemeinde Willenberg) im Powiat Szczycieński (Kreis Ortelsburg).

## Geographische Lage
Kucbork liegt am Westufer des Sawitz-Flusses (polnisch Sawica) in der südlichen Mitte der Woiwodschaft Ermland-Masuren, 15 Kilometer südlich der Kreisstadt Szczytno (deutsch Ortelsburg).

## Geschichte
Die Gründungsurkunde von dem vor 1767 Kottenberg genannten Dorf ist verloren gegangen. Es soll um 1685 entstanden sein, doch wurde es erst 1719 das erste Mal erwähnt. 1781 wurde der Zustand des Dorfes so beschrieben: „Das Dorf Kutzburg ist das elendste im ganzen Amt. Der Boden ist durchweg fliegender Sand. In ihrem Hange, immer mehr Acker zu haben, haben die Wirte ihre Ländereien durchwg gerodet, mithin haben sie ihren sehr leichten Acker dem Winde gänzlich preisgegeben....Es ist daher notwendig...diese Dorfschaft zu konservieren...“ Einen bemerkenswerten wirtschaftlichen Aufschwung nahm das Dorf erst 1932 bis 1934 durch die Entwässerungsmaßnahmen im Bereich des Omulef-Flusses (polnisch Omulew).
Zwischen 1874 und 1945 war Kutzburg in den Amtsbezirk Schiemanen (polnisch Szymany) im ostpreußischen Kreis Ortelsburg eingegliedert.
Im Jahre 1910 waren in Kutzburg 471 Einwohner gemeldet. Ihre Zahl belief sich 1933 auf 479 und 1939 auf 462.
Aufgrund der Bestimmungen des Versailler Vertrags stimmte die Bevölkerung in den Volksabstimmungen in Ost- und Westpreussen am 11. Juli 1920 über die weitere staatliche Zugehörigkeit zu Ostpreußen (und damit zu Deutschland) oder den Anschluss an Polen ab. In Kutzburg stimmten 333 Einwohner für den Verbleib bei Ostpreußen, auf Polen entfielen 4 Stimmen.
In Kriegsfolge wurde das gesamte südliche Ostpreußen 1947 an Polen überstellt. Davon war auch Kutzburg betroffen, das die polnische Namensform „Kucbork“ erhielt. Heute ist das Dorf Sitz eines Schulzenamtes (polnisch Sołectwo) und als solches eine Ortschaft im Verbund der Stadt- und Landgemeinde Wielbark (Willenberg) im Powiat Szczycieński(Kreis Ortelsburg), bis 1998 der Woiwodschaft Olsztyn, seither der Woiwodschaft Ermland-Masuren zugehörig. Im Jahre 2011 waren in Kucbork 272 Einwohner registriert.

## Kirche
Bis 1945 war Kutzburg kirchlicherseits zur Stadt Willenberg hin ausgerichtet: zur dortigen evangelischen Kirche in der Kirchenprovinz Ostpreußen der Kirche der Altpreußischen Union sowie zur römisch-katholischen Pfarrkirche dort, die damals dem Bistum Ermland zugeordnet war.
Heute gehört Kucbork katholischerseits auch zur Stadt Wielbark, die nun im Erzbistum Ermland liegt. Die evangelischen Einwohner orientieren sich zur Pfarrei in Szczytno (Ortelsburg) in der Diözese Masuren der Evangelisch-Augsburgischen Kirche in Polen.

## Infrastruktur

### Verkehr
Kucbork liegt an einer Nebenstraße, die von der Stadt Wielbark unmittelbar in den Ort führt. Eine Bahnanbindung besteht nicht.

### Schule
Die Kutzburger Dorfschule, einst von König Friedrich Wilhelm I. gegründet, erhielt 1920/21 einen modernen Neubau.

### Grüne Radtouristenroute
In Kucbork beginnt die „Grüne Radtouristenroute“ (polnisch Rowerowy zielone szlak turystyczny), die vorbei an den Zielone Góry (Grünes Gebirge) nach Sasek Mały (Paterschobenseee) und dann vorbei am Campingplatz unweit des Głęboczek-Sees nach Wesołowo (Wessolowen, 1938 bis 1945 Fröhlichshof) bis nach Róklas (Rocklaß, 1933 bis 1945 Eckwald) verläuft. Dort mündet sie in einen Waldlehrpfad ein. Die Gesamtlänge des Radwanderweges beträgt 34,80 Kilometer.